# ОКТМО код
Сверуски класификатор општинских административних јединица, скраћено ОКТМО (рус. Общероссийский классификатор территорий муниципальных образований , ОКТМО) један је од званичних система за нормативну класификацију општинских јединица Руске Федерације. Као систем нормативне класификације на општинском нивоу усвојен је 14. децембра 2005, а у званичној употреби је од 1. јануара 2014. године од када се користи као обавезна ставка у пореским трансакцијама.
Објекти ОКТМО класификације су сеоска и градска насеља и општине, општински рејони, градски окрузи, унутарградске територије градова федералног значаја и међунасељенске територије. Министартсво финансија Руске Федерације на годишњем нивоу издаје таблице одговарајућих кодова за сваки од наведених субјеката..
СВАКИ ОКТМО код се сатсоји од два дела који се односе на одговарајућу општину и на само насељено место које се налази у саставу припадајуће општине..
Формула структуре ОКТМО кода у првом делу (8 знакова): 12 345 678, где: 
- 1, 2 − класификација објеката првог степена;
- 3, 4, 5 − класификација објекта другог степена;
- 6, 7, 8 − класификација објекта трећег степена.

Формула структуре ОКТМО кода у другом делу (11 знакова): XX XXX XXX XXX, где:
- 1—8 кодна идентификација општине у којој се налази насеље;
- 9—11 кодна ознака самог насеља.